# Batalla de Oder-Neisse
La batalla del Oder-Neisse es el nombre alemán para la fase inicial (operacional) de una de las dos últimas ofensivas estratégicas llevadas a cabo por el Ejército Rojo en la Campaña en Europa Central (1 de enero - 9 de mayo de 1945) durante la Segunda Guerra Mundial. Su fase de avance inicial se libró durante cuatro días, desde el 16 de abril hasta el 19 de abril de 1945, en el contexto más amplio de la batalla de Berlín. Los planificadores militares soviéticos dividen la Operación Estratégica Ofensiva de Berlín en:
- Operación ofensiva Stettin-Rostock (16 de abril de 1945 - 8 de mayo de 1945) por el 2.º Frente Bielorruso
- Operación ofensiva Seelow-Berlín (16 de abril de 1945 - 2 de mayo de 1945) por el 1.º Frente Bielorruso
- Operación ofensiva Cottbus-Potsdam (16 de abril de 1945 - 2 de mayo de 1945) por el flanco norte y el Grupo Mecanizado de Caballería del 1.º Frente Ucraniano
- Operación ofensiva Spremberg-Torgau (16 de abril de 1945 - 5 de mayo de 1945) por el flanco sur del 1.º Frente Ucraniano

La batalla incluyó la intensa lucha de los tres Frentes de los Mariscales de la Unión Soviética, el 2.º Frente Bielorruso de Konstantin Rokossovsky, el 1.º Frente Bielorruso de Georgy Zhukov y el 1.º Frente Ucraniano de Iván Kónev, que asaltó a los defensores del Grupo de Ejércitos Vístula de la Wehrmacht comandado por el Coronel General (Generaloberst) Gotthard Heinrici y el Grupo de Ejércitos Centro del Mariscal de Campo Ferdinand Schörner.

## Operaciones de combate

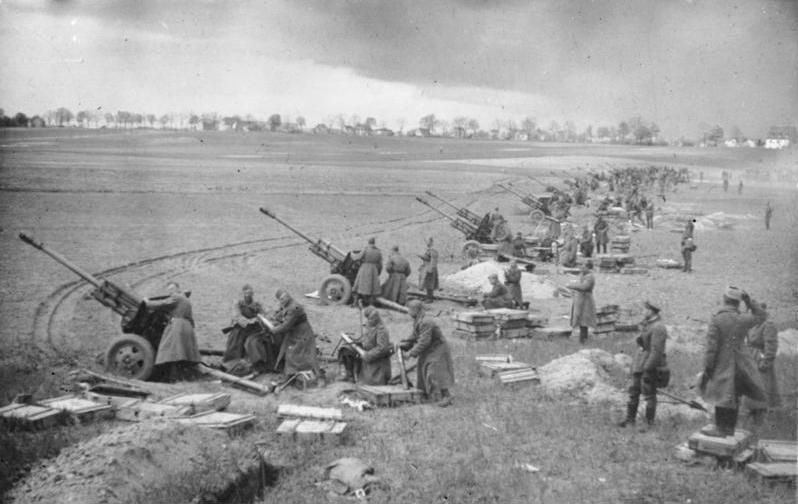
Artillería soviética bombardeando posiciones alemanas durante la batalla de las colinas de Seelow

La mayoría de los combates se llevaron a cabo durante el asalto del Primer Frente Bielorruso en la batalla de las colinas de Seelow, que fue defendido por el 9º Ejército alemán (parte del Grupo de Ejércitos Vistula). El 1.º Frente ucraniano encontró una resistencia mucho más ligera al cruzar el Neisse para penetrar las líneas defensivas del Grupo de Ejércitos Centro.
En las primeras horas del 16 de abril de 1945, la Operación de Ofensiva Estratégica de Berlín comenzó con un bombardeo masivo de miles de piezas de artillería y cohetes Katyusha en un bombardeo que duró hasta dos horas en algunos sectores del frente. Poco después y mucho antes del amanecer, el 1.º Frente bielorruso atacó a través del Oder, y el 1.º Frente ucraniano atacó a través del Neisse. El 1.º Frente bielorruso se fortaleció porque tenía la tarea más difícil y enfrentaba a la mayoría de las fuerzas alemanas en defensas preparadas.

## Batalla de las colinas de Seelow
El ataque inicial del 1.º Frente bielorruso fue un desastre; Heinrici anticipó el movimiento y retiró a sus defensores de la primera línea de trincheras justo antes de que la artillería del Ejército Rojo los destruyera. La luz de los 143 proyectores, que tenían la intención de cegar a los defensores, fue difundida por la niebla de la madrugada e hizo siluetas útiles de las formaciones del Ejército Rojo que atacaban. El terreno pantanoso resultó ser un gran obstáculo y, bajo un contraataque alemán, las bajas del Ejército Rojo fueron muy pesadas. Frustrado por el lento avance, o quizás por órdenes directas de la Stavka ("Cuartel General"), Zhukov arrojó sus reservas, que en su plan debían haber sido retenidas para explotar el avance esperado. A primera hora de la tarde, se había logrado un avance de casi seis kilómetros en algunas áreas, pero las líneas alemanas se mantuvieron relativamente intactas.
Zhukov se vio obligado a informar que la ofensiva no iba como estaba planeado. Stalin, para estimular a Zhukov, le dijo que le daría permiso a Konev para conducir sus ejércitos de tanques hacia Berlín desde el sur. La táctica del Ejército Rojo de usar una concentración densa de potencia de fuego proporcionaba los resultados habituales. Al anochecer del 17 de abril, el frente alemán ante los ataques de Zhukov permanecía intacto.
El 18 de abril, los dos frentes soviéticos hicieron un progreso constante. Al caer la noche, el 1.º Frente bielorruso había alcanzado la tercera y última línea de defensa alemana.
El cuarto día de la batalla, el 19 de abril, el 1.º Frente bielorruso rompió la línea de defensa final. Los restos del Noveno Ejército del general Theodor Busse, que había ocupado las alturas, y el flanco norte restante del 4º Ejército Panzer, estaban en peligro de ser envueltos por elementos del 1.º Frente Ucraniano.
Mientras el 1.º Frente bielorruso rodeaba Berlín, el 1.º Frente ucraniano comenzó la batalla por la propia ciudad. El segundo Frente bielorruso de Rokossovsky comenzó su ofensiva hacia el norte de Berlín. El 20 de abril, entre Stettin y Schwedt, el 2.° Frente bielorruso de Rokossovsky atacó el flanco norte del Grupo de Ejércitos Vístula, en poder del III Ejército Panzer. Para el 22 de abril, el 2.º Frente bielorruso había establecido una cabeza de puente en la orilla oeste del Oder, con más de 15 km de profundidad, y estaba fuertemente comprometido con el III Ejército Panzer.

## Operación ofensiva Cottbus-Potsdam
En el sur, el ataque del 1.º Frente ucraniano se mantuvo en línea con el plan porque el Grupo de Ejércitos Centro (bajo el mando del General Ferdinand Schörner) no estaba proporcionando tanta oposición como la que enfrentaban las tropas de Zhukov. El 4.º Ejército Panzer en el flanco norte de su formación estaba cayendo bajo el peso del ataque del 1.º Frente Ucraniano. Dos divisiones Panzer en el flanco sur se mantuvieron en reserva para una posible necesidad en el frente del Grupo de Ejércitos Centro, y no estaban disponibles para apuntalar el 4º Ejército Panzer. Este fue el punto de inflexión en la batalla, porque al caer la noche las posiciones tanto del Grupo de Ejércitos Vístula como de los sectores del sur del Grupo de Ejércitos Centro se estaban volviendo insostenibles. A menos que volvieran a alinearse con el 4.º Ejército Panzer, se enfrentaban al cerco. En efecto, los exitosos ataques de Konev contra las pobres defensas de Schörner al sur de las posiciones de Seelow estaban desquiciando la defensa de Heinrici.
El 18 de abril, el 1.º Frente Ucraniano, después de haber capturado la ciudad de Forest, se preparaba para abrirse paso en el terreno relativamente plano.
Elementos de la 3ª Guardia, 3.° y 4.° Ejércitos de tanques, del Grupo Mecanizado de Caballería del Frente, habiendo explotado la brecha en el frente del sector del 4.º Ejército Panzer, giraron hacia el norte entre Seyda y Jüterbog reuniéndose con el 1.º Frente Beloruso al oeste de Berlín.

## Ofensiva de Spremberg-Torgau
Otros Ejércitos del flanco sur del 1.º Frente Ucraniano atacaron al oeste y se unieron a los estadounidenses. Eso se recordaría más tarde como la "reunión en Torgau" cuando la 58 División de Guardias del 5.º Ejército de Guardias, parte del 1.º Frente Ucraniano, se contactó con la 69 División de Infantería del Primer Ejército cerca de Torgau, Alemania, en el río Elba, llegando al Mulde el 8 de mayo.

## Ofensiva de Stettin-Rostock
El 25 de abril, el segundo Frente bielorruso rompió la línea del tercer ejército Panzer alrededor de la cabeza de puente al sur de Stettin y cruzó el pantano de Randow en el área de Gramzow. Ahora eran libres de moverse hacia el oeste hacia el Grupo de Ejércitos Británicos 21, y hacia el norte hacia los puertos bálticos de Stralsund y Rostock.

## Resultado
A finales del 19 de abril, la línea del frente oriental alemana al norte de Frankfurt alrededor de Seelow y al sur alrededor de Forst había dejado de existir. Estos avances permitieron que los dos frentes del Ejército Rojo envolvieran grandes partes de los Ejércitos Panzer 9.º y 4.º de Alemania en un gran bolsillo a 37 km al este de Frankfurt que intentó seguir el Canal Oder-Spree hasta Berlín. Los intentos del 9.º Ejército de salir al oeste darían lugar a la batalla de Halbe.

## Estadísticas operativas
El costo para el Ejército Rojo al hacer este avance inicial fue muy alto. Entre el 1 de abril y el 19 de abril, el Ejército Rojo perdió más de 2 807 tanques. Durante el mismo período, los aliados en el oeste perdieron 1 079 tanques.